# پنبوتولول
پنبوتولول (انگلیسی: Penbutolol) (با نام‌های تجاری Levatol, Levatolol, Lobeta, Paginol, Hostabloc, Betapressin) دارویی در کلاس مسدودکننده‌های بتا است که در درمان فشار خون بالا به کار می‌رود. پنبوتولول می‌تواند به گیرنده‌های آدرنرژیک بتا-۱ و گیرنده‌های آدرنرژیک بتا-۲ (دو نوع فرعی) متصل شود، بنابراین آن را به یک مسدودکننده بتا غیرانتخابی تبدیل می‌کند. پنبوتولول به عنوان یک آگونیست جزئی در گیرنده‌های β آدرنرژیک عمل می‌کند.
این دارو در سال ۱۹۸۷ توسط FDA تأیید شد و در ژانویه ۲۰۱۵ از بازار ایالات متحده خارج شد.

## کاربرد پزشکی
پنبوتولول برای درمان فشار خون بالا خفیف تا متوسط استفاده می‌شود. مانند سایر مسدودکننده‌های بتا، این درمان خط اول برای این نشانه نیست.
این دارو نباید در افراد مبتلا به نارسایی قلبی و افراد مبتلا به آسم با احتیاط استفاده شود. ممکن است علائم قند خون پایین در افراد مبتلا به دیابت را بپوشاند و ممکن است علائم پرکاری تیروئید را بپوشاند. مطالعات حیوانی برخی از علائم بالقوه مشکل را برای زنان باردار نشان داد و در زنان باردار آزمایش نشده‌است. مشخص نیست که آیا پنبوتولول در شیر مادر ترشح می‌شود یا خیر.

## اثرات جانبی
پنبوتولول عوارض جانبی کمی دارد. این عوارض جانبی شامل سرگیجه، سرگیجه و حالت تهوع است.

## فارماکولوژی

### فارماکودینامیک
پنبوتولول می‌تواند به گیرنده‌های آدرنرژیک بتا-۱ و گیرنده‌های آدرنرژیک بتا-۲ (دو نوع فرعی) متصل شود، بنابراین آن را به یک مسدودکننده بتا غیرانتخابی تبدیل می‌کند. این دارو به عنوان یک آگونیست جزئی در گیرنده‌های β آدرنرژیک عمل می‌کند.
مسدود کردن گیرنده‌های بتا آدرنرژیک، ضربان قلب و برون‌ده قلبی را کاهش می‌دهد تا فشار خون شریانی را کاهش دهد. مسدودکننده‌های بتا همچنین سطح رنین را کاهش می‌دهند، که در نهایت منجر به جذب مجدد آب کمتر توسط کلیه‌ها و در نتیجه کاهش حجم خون و فشار خون می‌شود.
پنببوتولول روی گیرنده‌های آدرنرژیک β۱ هم در قلب و هم در کلیه تأثیر می‌گذارد. وقتی گیرنده‌های β۱ توسط یک کاتکولامین فعال می‌شوند، یک پروتئین G جفت شده را تحریک می‌کنند که آدنیلیل را برای تبدیل آدنوزین تری فسفات (ATP) به آدنوزین مونوفسفات حلقوی (cAMP) فعال می‌کند. افزایش cAMP در نهایت حرکت یون‌های کلسیم را در عضله قلب تغییر می‌دهد و ضربان قلب را افزایش می‌دهد. پنبوتولول آن را مسدود می‌کند و ضربان قلب را کاهش می‌دهد که فشار خون را کاهش می‌دهد.
توانایی پنبوتولول برای عمل به عنوان یک آگونیست جزئی در پیشگیری از برادی کاردی در نتیجه کاهش بیش از حد ضربان قلب مفید است. گیرنده‌های آدرنرژیک β۱ متصل شونده به پنبوتولول نیز عملکرد کلیه را تغییر می‌دهد. در شرایط طبیعی فیزیولوژیکی، آنزیم رنین آنژیوتانسینوژن را به آنژیوتانسین I تبدیل می‌کند که سپس به آنژیوتانسین II تبدیل می‌شود. آنژیوتانسین II آزادسازی آلدوسترون از غده فوق کلیوی را تحریک می‌کند و باعث کاهش الکترولیت و احتباس آب می‌شود و در نهایت باعث افزایش دفع آب و کاهش حجم و فشار خون می‌شود.
مانند پروپانولول و پیندولول، آنتاگونیست گیرنده 5-HT1A و 5-HT1B سروتونین است. این کشف توسط چندین گروه در دهه ۱۹۸۰ باعث ایجاد هیجان در میان کسانی شد که در مورد سیستم سروتونین پژوهش می‌کردند زیرا چنین آنتاگونیست‌هایی در آن زمان نادر بودند.

### فارماکوکینتیک
پنبوتولول به سرعت از دستگاه گوارش جذب می‌شود، فراهمی زیستی آن بیش از ۹۰ درصد است و شروع سریع اثر دارد. نیمه عمر پنبوتولول پنج ساعت است.